# Morcenx-la-Nouvelle
Morcenx-la-Nouvelle is een gemeente in het Franse departement Landes (regio Nouvelle-Aquitaine). De plaats maakt deel uit van het arrondissement Mont-de-Marsan. Morcenx-la-Nouvelle is op 1 januari 2019 ontstaan door de fusie van de gemeenten Arjuzanx, Garrosse, Morcenx en Sindères. De gemeente telde 5.005 inwoners op 1 januari 2022.

## Geografie
De oppervlakte van Morcenx-la-Nouvelle bedroeg op 1 januari 2022 138,30 vierkante kilometer; de bevolkingsdichtheid was toen 36,2 inwoners per km².

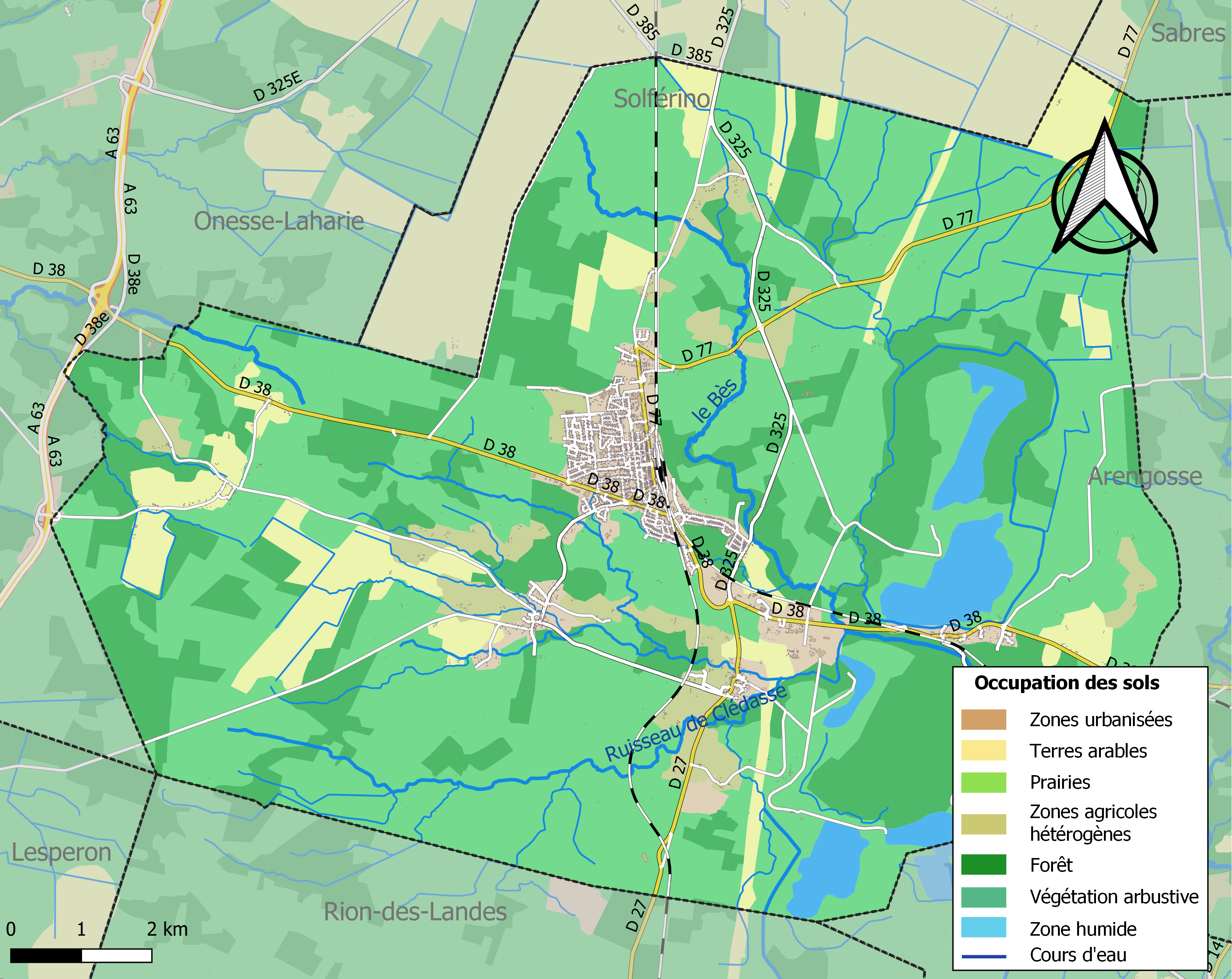
Kaart van de gemeente met belangrijkste infrastructuur, bodemgebruik en omliggende gemeenten

## Afbeeldingen

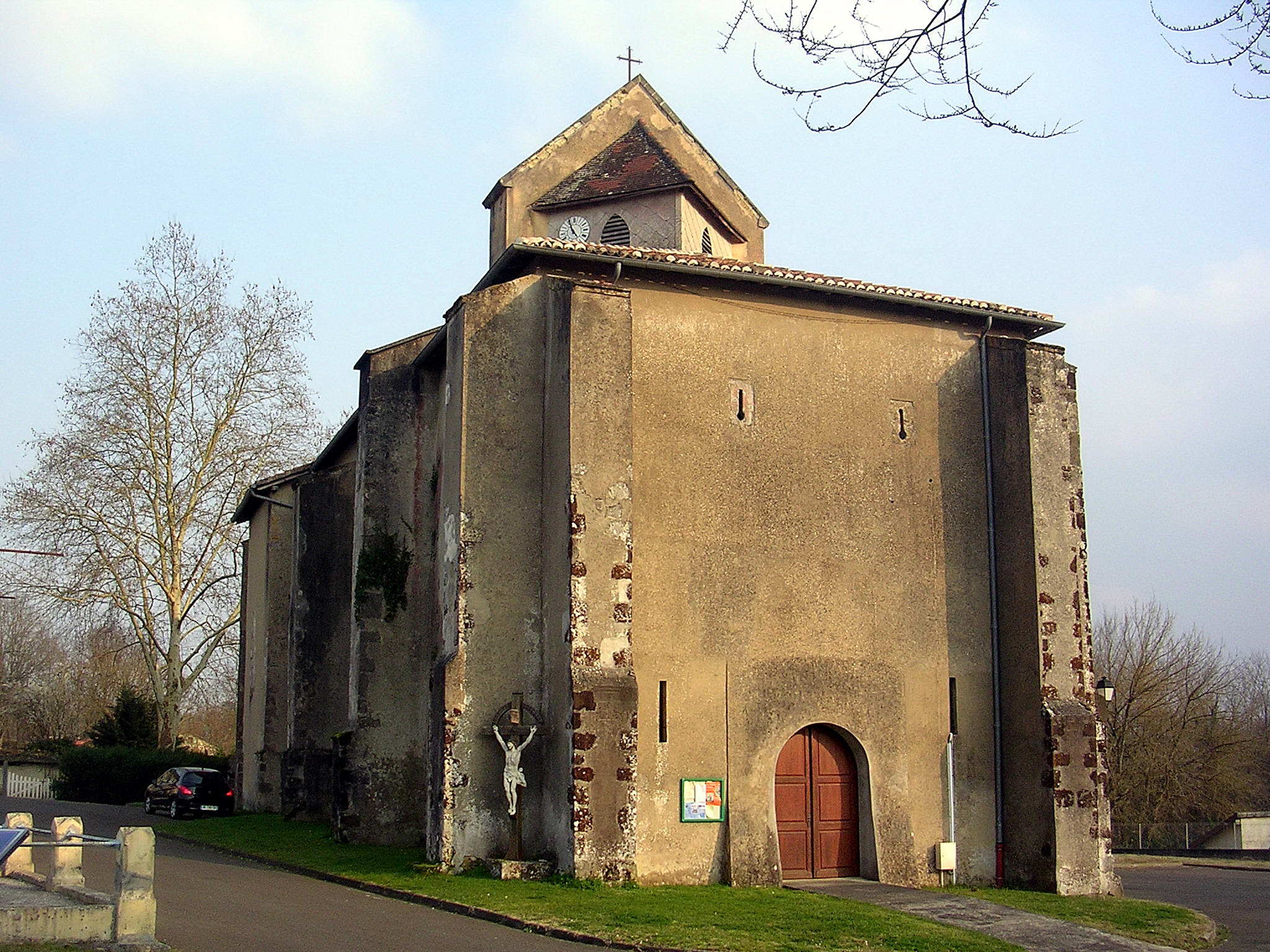
Église Saint-Jean-Baptiste, Arjuzanx
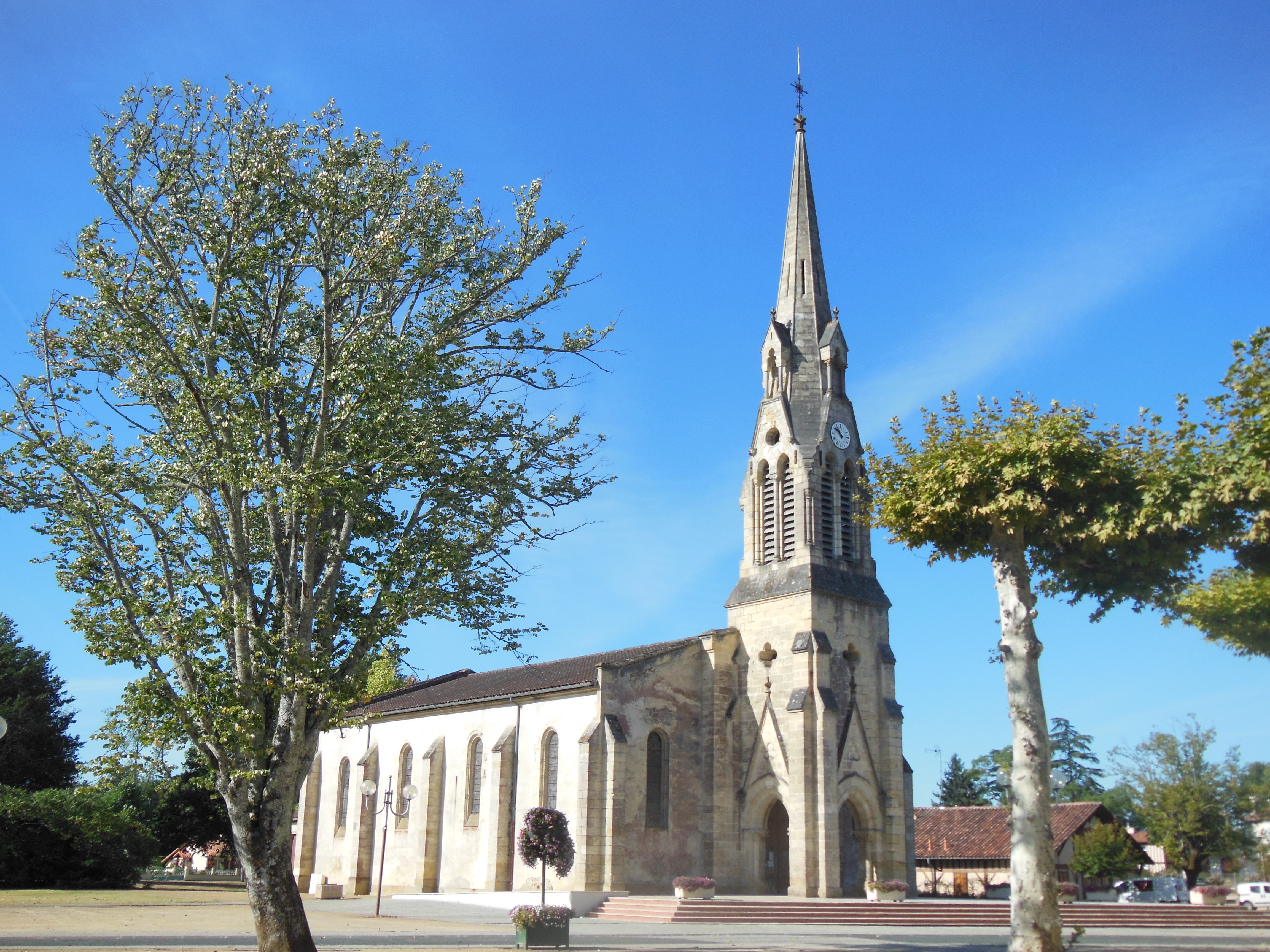
Église Saint-Pierre, Morcenx
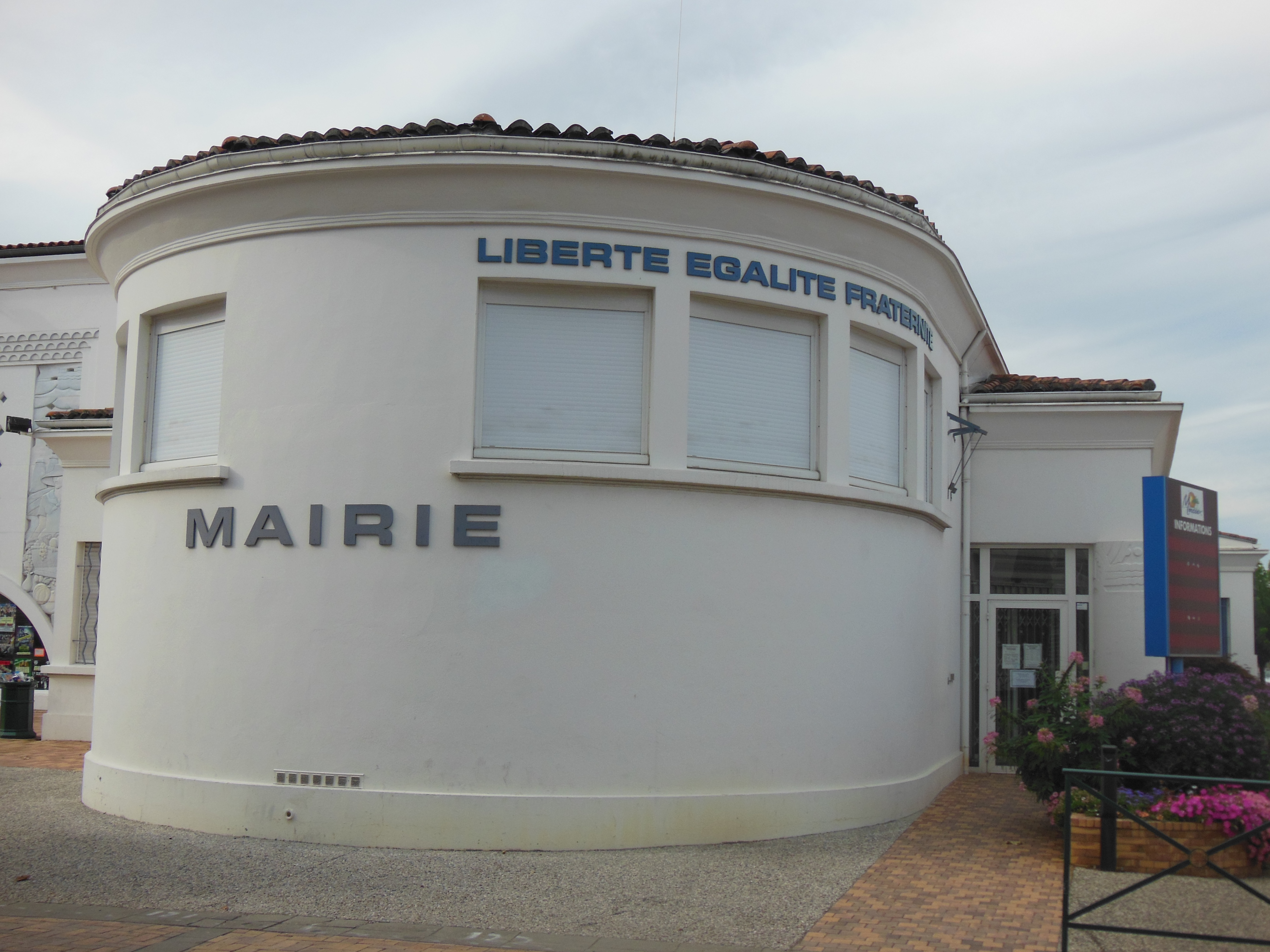
Gemeentehuis (in Morcenx)